# Chthonius setosus
Chthonius setosus är en spindeldjursart som beskrevs av Volker Mahnert 1993. Chthonius setosus ingår i släktet Chthonius och familjen käkklokrypare. Inga underarter finns listade i Catalogue of Life.